# 澱橋
澱橋（よどみばし）は、宮城県仙台市青葉区にある橋である。

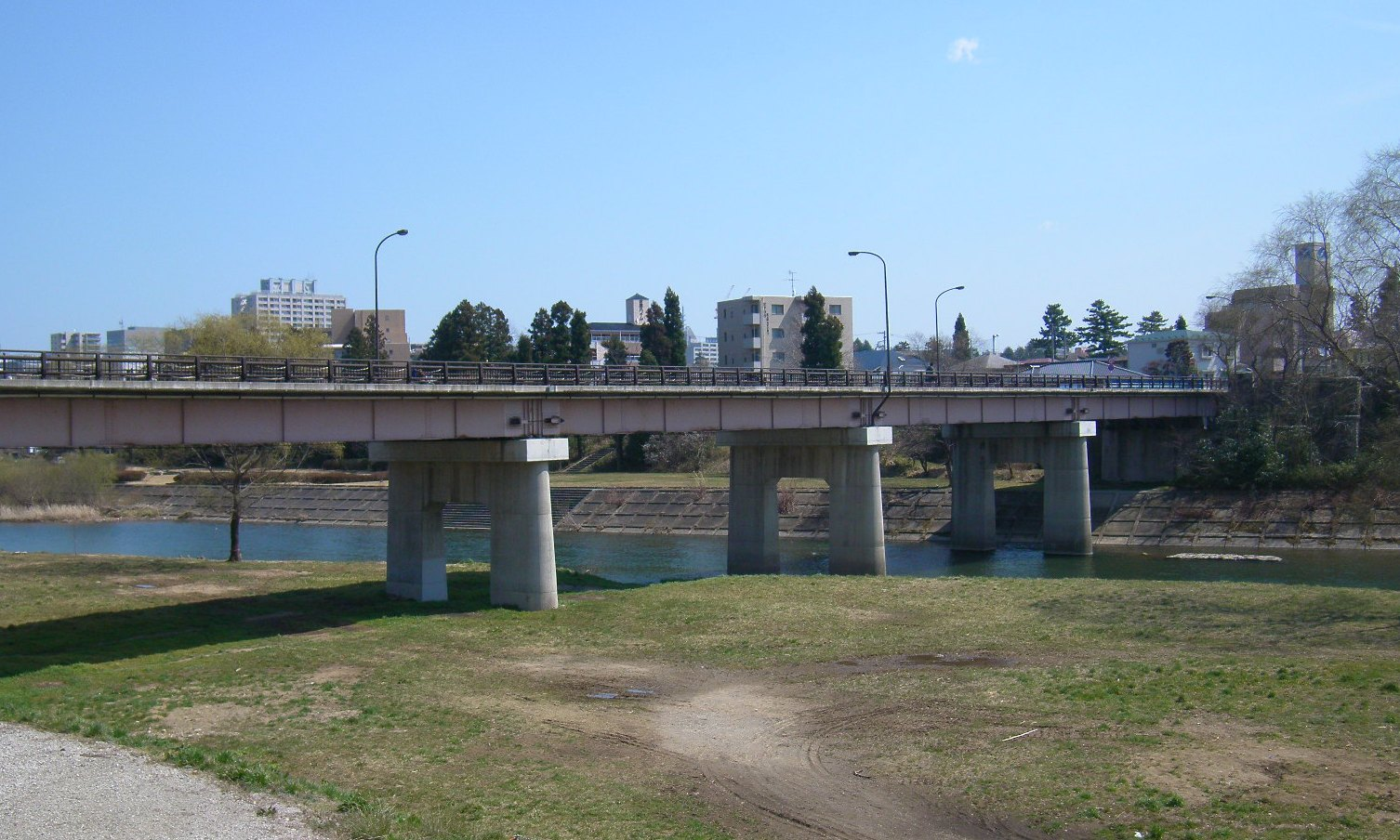
上流から見た澱橋（2009年4月）

広瀬川に架かり、市道澱橋通線を通す。古くは淀橋ともいった。北の国道48号と南の川内地区を結ぶ位置にある。幅12.6m、長さ137mの単純合成鋼鈑桁橋である。

## 歴史

### 江戸時代の澱橋
仙台城の城下町が開かれた期には澱橋の位置に橋はなかった。ただし、やや下流に支倉橋が架けられており、左岸の仙台中町段丘Ⅰにある支倉町に北詰（北緯38度16分3.36秒 東経140度51分37.17秒 / 北緯38.2676000度 東経140.8603250度）があり、右岸の仙台下町段丘Ⅱにある川内明神横丁に南詰（北緯38度15分57.95秒 東経140度51分35.3秒 / 北緯38.2660972度 東経140.859806度）があって、両者の間を繋いでいた。しかし、元禄7年（1694年）8月3日に大水で流されてしまった。
すると、場所を上流側に移して澱橋が架けられることになった。江戸時代の地誌には元禄8年（1695年）8月半ば頃に工事を始め、9月半ばに竣工したとあるが、『伊達治家記録』には元禄7年（1694年）10月3日に澱橋命名の記事があり、この年の建造とする説もある。北岸では橋の建設にともなって、中町段丘Ⅰと下町段丘Ⅰのへくり沢（蟹子沢）左岸（東岸）との間に坂道が建設されて新坂と命名された。新坂に接続する中町段丘の南北道は新坂通と命名され、他方、新坂に接続する下町段丘の広瀬川左岸沿いの東西道はへくり沢右岸から澱橋北詰まで澱町と称した。以降、江戸時代を通じて、川内から広瀬川を渡る橋は大橋、仲の瀬橋とこの澱橋の3つしかなかった。
藩当局が持つ御修覆帳によれば、長さ46間（約95m）、幅2間半（約6.3m）あった。安永7年（1778年）頃に書かれた『残月台本荒萩』という地誌によれば、橋長63間、幅3間半あった。天保4年（1833年）の『御城下町割絵図』には「淀橋」の名称で、右岸（南岸）の川内から中州までの橋として描かれており、中州と左岸（北岸）との間には橋は描かれていない。

### 1892年の橋

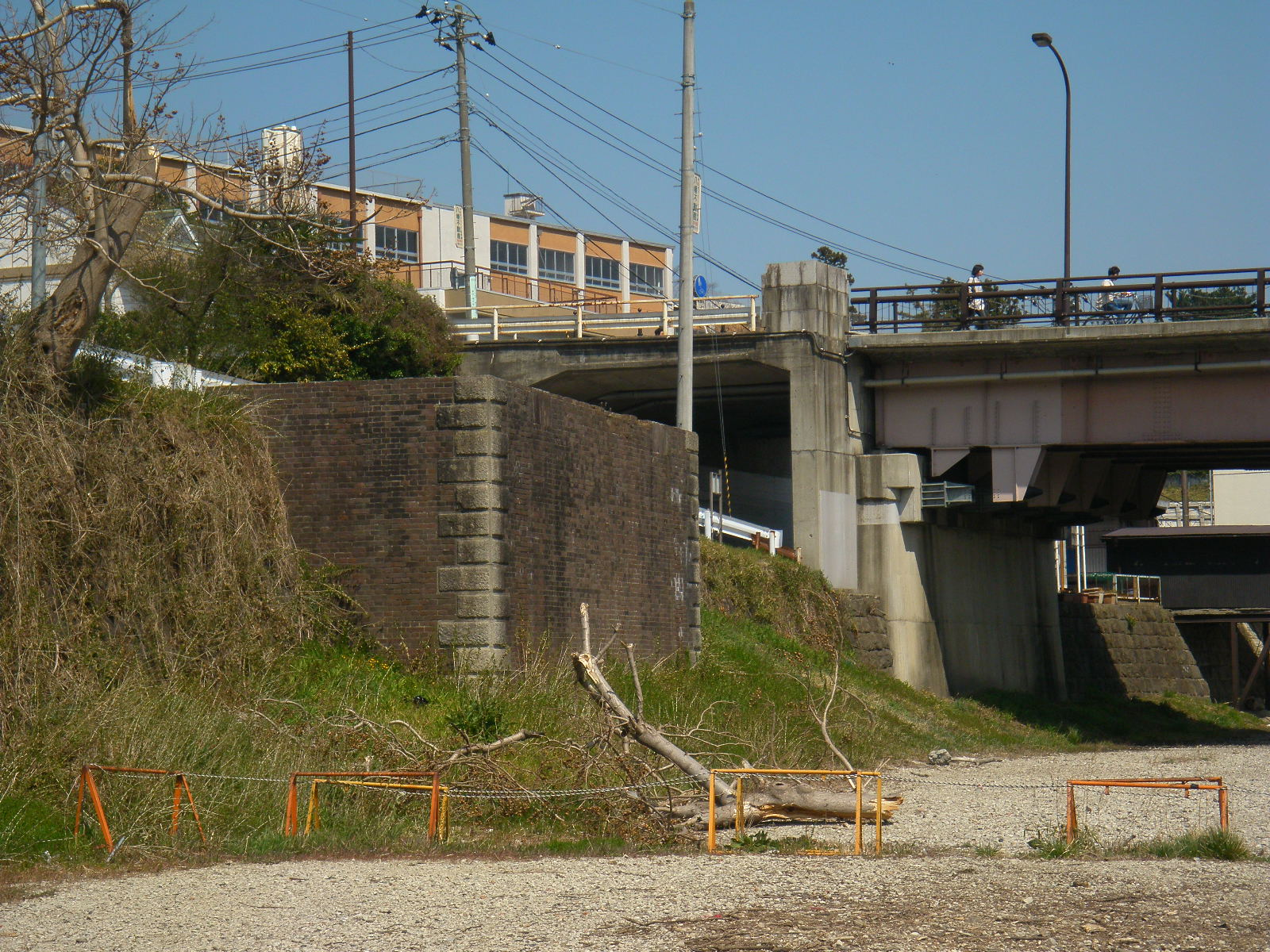
北側の古い橋台（2009年4月）

澱橋は1892年（明治25年）10月に鉄の橋に架け替えられた。同じ年に架け替えられた大橋とともに、ベルギーからの輸入錬鉄で作られたトラス橋である。トラスの上を路面として鉄骨構造を通行人に見せない上路式で、下路式の大橋と対照をなした。橋脚は煉瓦作りで要所を花崗岩で補強したもので、橋面は木の板であった。長さは130メートル、幅5.5メートルあった。工費は8万7900円で、宮城県の県費と国庫補助をあてた。
明治時代に大橋と澱橋は広瀬川の二大鉄橋といわれた。位置は現在の橋のやや上流にあり、左岸側の北詰（北緯38度16分0.01秒 東経140度51分19.04秒 / 北緯38.2666694度 東経140.8552889度）は下町段丘のⅠからⅢと段丘崖がつくる複雑な地形となっている角五郎丁東端付近に土盛りして造ったようである。右岸側の南詰（北緯38度15分55.74秒 東経140度51分21.86秒 / 北緯38.2654833度 東経140.8560722度）は現在の澱橋南詰の西隣である。現在も両側の橋台や一部の橋脚が残っている。

### 1961年の橋
現在の橋は6731万円をかけて1961年（昭和36年）11月27日に開通した。幅12m、長さ137mの連続桁橋である。

## 橋の周辺
1984年（昭和59年）に付近で生後間もないとみられるアシカ類の全身化石が見つかった。 南側、川上の岸は崖になっており、貝化石を含む竜の口層が露出する。
澱橋から二高側（広瀬川の南）の地名は川内澱橋通である。

澱橋から尚絅学院側（広瀬川の北）の地名は澱町であったが、住居表示施行により、土橋通の東側（当時、尚絅女学院校舎が所在）が広瀬町に（1970年〈昭和45年〉2月1日）、土橋通の西側（当時、尚絅女学院体育館が所在）が角五郎1丁目に（1967年〈昭和42年〉11月1日）、それぞれ包摂された。

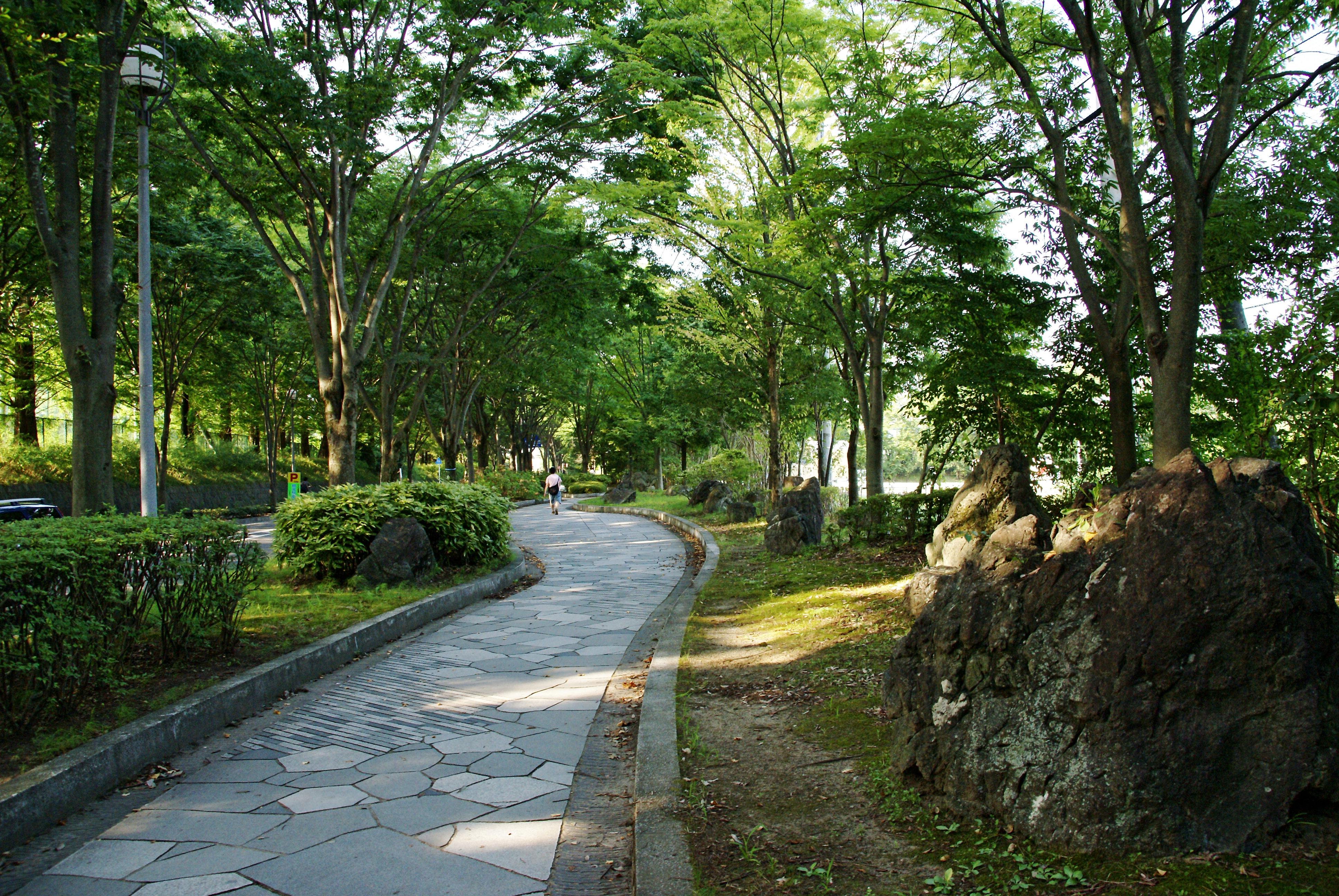
扇坂（行人坂）近くの澱橋通（2007年8月）

橋南詰に澱橋通バス停がある。現在は宮城交通と仙台市営バスの路線があるが、全盛期に比べて本数は激減している。特に「東仙台営業所 - 広瀬通一番町線」は1日1往復(以前は、3.5往復)しかないが、以前は澱循環線といい、日中毎時4本の運行だった。系統の仙台駅集中施策により「通学対策路線」に特化して、その路線名は消えた。現在でも東北大学星陵キャンパス（医学部・歯学部および東北大学病院）と同大雨宮キャンパス（農学部）の相互を連絡する唯一の路線であると同時に、宮教大附属小学校・附属中学校、仙台二高、宮城一高、尚絅中・高、ドミニコ小・高の通学路線として児童・生徒を輸送している。

## 年表
- 1694年または1695年（元禄7年または8年）最初の開通
- 1721年（享保6年）大雨洪水で流失
- 1736年（元文元年）地震のため崩壊
- 1751年大雨洪水で流失
- 以降、何度と無く流失、再建を繰り返す
- 1812年（文化9年7月9日） - 大水により落橋[15]。
- 1892年（明治25年）鉄橋が架けられた。
- 1961年（昭和36年）現在の橋完成
- 1984年 （昭和59年）付近でアシカ類の化石が見つかった。